# مدينة رشو
مدينة رشو قرية تقع في شمال شرق سورية، وتتبع إداريًا لناحية مركز القامشلي في منطقة القامشلي بمحافظة الحسكة. تقع القرية على بُعد حوالي 22 كيلومترًا جنوب مدينة القامشلي، إلى الغرب من الطريق القديم الواصل بين مدينتي القامشلي والحسكة. تُعد مدينة رشو قرية زراعية، ويعتمد سكانها بشكل رئيسي على الزراعة كمصدر للدخل والمعيشة. من أبرز المحاصيل التي تنتجها القرية: القمح، والشعير، والخضروات، بالإضافة إلى البطيخ. يُنسب سكان القرية إلى آل رشو من عشيرة الدقورية، وهي إحدى العشائر المعروفة في المنطقة.